# Anania testacealis
Anania testacealis is een vlinder van de familie van de grasmotten (Crambidae). De wetenschappelijke naam van deze soort is voor het eerst voorgesteld als Botys testacealis door Philipp Christoph Zeller in een publicatie uit 1847.
De soort komt voor in Zuid-Europa, waaronder Frankrijk (vasteland en Corsica), Portugal, Spanje (vasteland en de Balearen), Italië (vasteland en Sardinië en Sicilië), Oostenrijk, Slowakije, Slovenië, Kroatië, Bosnië en Herzegovina, Servië, Roemenië, Albanië, Noord-Macedonië, Griekenland (vasteland en Kreta), de Krim, Zuidwest-Europees-Rusland, Malta en Cyprus. Verder komt deze soort voor in Marokko, Turkije, Syrië en Israël.